# Nickklöver
Nickklöver (Trifolium cernuum) är en ärtväxtart som beskrevs av Felix de Silva Avellar Brotero. Enligt Catalogue of Life ingår Nickklöver i släktet klövrar och familjen ärtväxter, men enligt Dyntaxa är tillhörigheten istället släktet klövrar och familjen ärtväxter. Arten förekommer tillfälligt i Sverige, men reproducerar sig inte. Inga underarter finns listade i Catalogue of Life.